# Кабанова, Мария Александровна
Мари́я Алекса́ндровна Каба́нова (25 мая 1929, Новоегорьевское, Сибирский край, СССР — 14 октября 1995, там же, Россия) — звеньевая колхоза «Сибирский пахарь» Егорьевского района Алтайского края, Герой Социалистического Труда (1948).

## Биография
Родилась 25 мая 1929 года в селе Новоегорьевское (ныне Егорьевского района Алтайского края) в семье крестьян.
Во время Великой Отечественной войны работала в колхозе на уборке зерновых, после несколько лет работала прицепщицей на тракторе. После войны была главой звена по выращиванию зерновых культур, в первый год работы её звено добилось высоких результатов, получив урожай пшеницы 30,4 центнера с гектара на участке 11,14 гектара.
Указом Президиума Верховного Совета СССР от 4 марта 1948 года «за получение высоких урожаев пшеницы и ржи в 1947 году» удостоена звания Героя Социалистического Труда с вручением ордена Ленина и золотой медали «Серп и Молот».
В начале 1960-х годов окончила курсы трактористов и работала механизатором в колхозе «Сибирь» до 1972 года, затем — разнорабочей до выхода на заслуженный отдых в 1984 году.
Жила в Новоегорьевском, где умерла 14 октября 1995 года.
Награждена орденом Ленина (04.3.1948) и медалями.